# Lecrae
Lecrae Devaughn Moore (1979. október 9. –),  Lecrae-ként ismert kétszeres Grammy-díjas amerikai rapper, dalszövegíró, lemezproducer és színész. A Reach Records nevű független kiadó elnöke, társalapítója és társtulajdonosa, valamint a ReachLife Ministries nonprofit szervezet társalapítója, és elnöke. Szóló előadóként hét stúdióalbumot, és két mixtape-et, a 116 Clique nevű hiphopegyüttes frontembereként pedig három stúdióalbumot, egy remix albumot, és egy középlemezt adott ki.
A Real Talk című 2004-es albumával debütált amit a Reach Records adott ki. Harmadik stúdióalbuma, a 2008-ban kiadott Rebel lett az első Keresztény hiphop album ami felkerült a Billboard Gospel Lista első helyére. Lecrae 2011-ben részt vett a BET Hip Hop Awards Cyperben és közreműködött Statik Selektah „Live and Let Live” című dalában. Ezekkel a szerepléseivel felkeltette magára a mainstream figyelmét. 2012. május 10-én kiadta első mixtape-jét, a Church Clothes-ot, amit sokan a mainstream hiphopba történő betörésének tekintenek: a mixtape-et több mint 100 000-szer töltötték le kevesebb mint két nap alatt. Hatodik stúdióalbumát, a 2012. szeptember 4-én kiadott Gravityt és a korábban említett Church Clothes-ot sokan a Keresztény hiphop történelem legfontosabb albumaiként tartják számon. A Gravity az összesített iTunes eladási listán első helyen debütált, 3-ik helyet ért el a Billboard 200-on és a 2013-as Grammy Awardson megnyerte a Legjobb Gospel Albumnak járó díjat. 2013. november 7-én Lecrae kiadta második mixtape-jét, a Church Clothes 2.-t. Hetedik albuma, az Anomaly 2014. szeptember 9-én jelent meg. Az album az első héten 88 587 eladott példánnyal 1. helyen debütált a Billboard 200-on. Ez volt az első album ami a 200-as listán és a Gospel listán egy időben foglalta el a legjobb helyet.
Lecraet Az év előadójának jelölték a 43-ik, a 44-ik és a 45-ik GMA Dove Awardson, és Legjobb Gospel Előadónak a 2013-as BET Awardson. Munkáival öt Grammy nevezést – ezek közül kettőt nyert meg – , egy Billboard Music Awards, tizennégy Dove Awards – ezek közül négyet nyert meg –, négy Stellar Awards – melyekből kettőt megnyert –, egy Soul Train Music Awards és egy BET Hip Hop Awards jelölést érdemelt ki. Lecrae szerepelt az A Cross to Bear című tévéfilmben és ő alakította Dr. Malmquistet a Believe Me című vígjátékban. 

## Magánélete
Lecrae feleségével és gyermekeivel Atlantában, az Egyesült Államokban él, és az Észak Texas-i Egyetemet végezte. Drogfüggővé vált apjával sohasem találkozott. Gyerekkorában gyakran tapasztalt elutasítást és durva bánásmódot. Ebben az időben rapben mutatkozó tehetségével próbált kitűnni. Moore azt állítja nagymamája nem engedte hogy a tévében rap klipeket nézzen, de éjszakánként titokban mégis ezt tette. Lecrae ezekben a videókban olyan egyéniségeket keresett akikre felnézhetett. Lecrae azt nyilatkozta hogy "akkor nem voltak Barack Obamák, Martin Luther Kingek, Macolm X-ek, ilyen emberek nem voltak, szóval ott volt nekem Tupac.
A CNN-nek azt nyilatkozta, hogy drogdílerként, mindig magánál tartotta a nagyanyjától kapott Bibliáját, mert úgy gondolta, hogy az szerencsét hoz neki. Mikor letartóztatták kábítószer birtoklásért a rendőrtiszt meglátta nála a Bibliát, és elengedte azzal a feltétellel, hogy megígéri, hogy aszerint fog élni. Elfordult a drogoktól és az alkoholtól, abbahagyta az életvitelszerű bulizást, és ahogy ő mondja „kívülállóvá” vált. Életének ebben a szakaszában másféle izgalmakat kezdett el keresni: háromemeletes épületek tetejéről ugrált le, és más ehhez hasonló mutatványokat csinált, melyek hatására ráragadt a „Crazy ’Crae”, vagyis őrült ’Crae becenév. Aggódó édesanyja ösztönözte, hogy olvassa a Bibliáját amire Lecrae így emlékszik vissza: „lapokat téptem ki belőle és padlóra dobtam.  Azt mondtam, hogy nem akarom ezt a Bibliát. Miközben a kezemben tartottam nem tudtam elképzelni, hogy ami ebben a könyvben van az igaz és valóságos lehet” Ahogy az üresség Lecrae-ben egyre mélyebbé vált elkezdett inni, dohányozni, és nők után járni. 17 éves korában személyes és pénzügyi helyzete meggyőzték arról, hogy zsákutcába jutott. Elhatározta, hogy valami „érett dolgot” fog tenni: nagyanyja hatására gyülekezetbe ment. A gyülekezetben találkozott egy lánnyal, akivel együtt járt gimnáziumba, és aki meghívta egy Bibliaórára  ahol Lecrae megismerte későbbi feleségét, Darraghot. Meglepődve fedezte fel, hogy ahogy ő mondja: „az emberek a Bibliaórán olyan hétköznapi emberek voltak, mint én. Ugyanazokat a könyveket olvasták, és ugyanazokat a zenéket hallgatták, mint én. Csak a jellemük volt kicsit más. Szeretőek voltak, és ez engem nagyon megérintett.” Moore azt nyilatkozta, hogy 19 évesen, pont mikor befejezte az iskolát elhatározta, hogy ezentúl Istennek fog élni.

## Lemezei
- Real Talk (2004)
- After the Music Stops (2006)
- Rebel (2008)
- Rehab (2010)
- Rehab: The Overdose (2011)
- Gravity (2012)
- Anomaly (2014)
- All Things Work Together (2017)

## Fordítás
- Ez a szócikk részben vagy egészben a Lecrae című angol Wikipédia-szócikk fordításán alapul.  Az eredeti cikk szerkesztőit annak laptörténete sorolja fel. Ez a jelzés csupán a megfogalmazás eredetét és a szerzői jogokat jelzi, nem szolgál a cikkben szereplő információk forrásmegjelöléseként.